# Hyboscarta semivitrea
Hyboscarta semivitrea är en insektsart som först beskrevs av Walker 1858.  Hyboscarta semivitrea ingår i släktet Hyboscarta och familjen spottstritar. Inga underarter finns listade i Catalogue of Life.